# Micenta
Micenta (mađ. Mindszent) je gradić na jugoistoku Mađarske.
Površine je 59,35 km četvornih.

## Zemljopisni položaj
Nalazi se na jugoistoku Mađarske, istočno od obale Tise. Sjeverozapadno preko rijeke je Baks, te zaštićena područja Pustaszerski prirodni rezervat, Peteritojski ptičji rezervat, Pustaszerski spomenik sedmorici vezira, Pustaszerski zaštićeni krajolik, zapadno je Ópustaszer, Szegvár je sjeveroistočno, jugoistočno su Martély i Vašarelj, Đeva je južno.

## Upravna organizacija
Upravno pripada vašreljskoj mikroregiji u Čongradskoj županiji. Poštanski je broj 6630.
1993. je godine dobila status grada.

## Promet
Udaljena je od državnih prometnica. 10 km istočno prolazi cestovna prometnica br. 45. koja povezuje Szentes i Vašrelj.

## Stanovništvo
2001. je godine u Micenti živjelo 7388 stanovnika, većinom Mađara te romska manjina i nešto malo Nijemaca.

## Poznate osobe
- Mihály Korom, mađ. političar, ministar od 1966. – 1978.

## Vanjske poveznice
- Službene stranice
- Micenta